# Montipora foliosa
Montipora foliosa е вид корал от семейство Acroporidae. Видът е почти застрашен от изчезване.

## Разпространение и местообитание
Разпространен е в Австралия, Американска Самоа, Бахрейн, Британска индоокеанска територия, Вануату, Виетнам, Гуам, Джибути, Египет, Еритрея, Йемен, Израел, Индия, Индонезия, Йордания, Ирак, Иран, Камбоджа, Катар, Кения, Кирибати, Кокосови острови, Коморски острови, Кувейт, Мавриций, Мадагаскар, Майот, Малайзия, Малдиви, Малки далечни острови на САЩ, Маршалови острови, Мианмар, Микронезия, Мозамбик, Науру, Ниуе, Нова Каледония, Обединени арабски емирства, Оман, Остров Норфолк, Остров Рождество, Острови Кук, Пакистан, Палау, Папуа Нова Гвинея, Провинции в КНР, Реюнион, Самоа, Саудитска Арабия, Северни Мариански острови, Сейшели, Сингапур, Соломонови острови, Сомалия, Судан, Тайван, Тайланд, Танзания, Токелау, Тонга, Тувалу, Уолис и Футуна, Фиджи, Филипини, Френска Полинезия, Шри Ланка и Япония.
Обитава океани, морета, заливи и рифове в райони с тропически климат.

## Описание
Популацията на вида е намаляваща.